# Michel Sulaiman

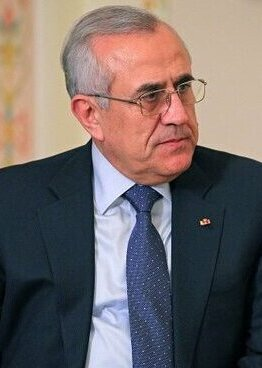
Michel Sulaiman 2012

Michel Sulaiman, auch Suleiman oder Sleiman (arabisch ميشال سليمان Mischal Sulaiman, DMG Mīšāl Sulaimān‎, * 21. November 1948 in Amchit, Distrikt Jbeil) ist ein libanesischer Militär und Politiker. Sulaiman war von 2008 bis 2014 Präsident des Libanon. Zuvor war er Kommandant der libanesischen Streitkräfte.

## Leben
Michel Sulaiman wurde am 21. November 1948 in der, am Mittelmeer gelegenen, Küstenstadt Amchit geboren. Bis zu seiner Wahl am 25. Mai 2008 bekleidete er von 1998 bis 2008 die Position des Kommandanten der libanesischen Streitkräfte. In beiden Funktionen folgte er Émile Lahoud nach. Sulaiman spricht Arabisch, Englisch und Französisch, ist verheiratet und hat drei Kinder. Er gehört der syrisch-maronitischen Kirche an und erfüllt damit eine Grundvoraussetzung für das Amt des Staatspräsidenten, für das er nach dem Ende der Amtszeit Lahouds als Kompromisskandidat vorgeschlagen wurde, nachdem sich die Regierungsparteien und die Opposition nicht auf einen gemeinsamen Kandidaten einigen konnten. Er ist der einzige christliche Staatschef im Nahen Osten.

### Militärische Karriere
Sulaiman begann am 4. Oktober 1967 seine Offiziersausbildung an der libanesischen Militärakademie. Nach deren erfolgreichem Abschluss im Jahr 1970 studierte er an der Libanesischen Universität und erwarb dort einen Abschluss in Politikwissenschaften und Verwaltungswissenschaften. Er besuchte Lehrgänge in Belgien, Frankreich und den Vereinigten Staaten. Während des libanesischen Bürgerkriegs diente er weiter in der Armee des Libanon. 1990 wurde er Chef der Aufklärung im Gouvernement Libanonberg. 1991 wurde er in den Generalstab versetzt und 1993 zum Kommandeur der 11. Infanteriebrigade ernannt. 1996 übernahm er das Kommando der 6. Infanteriebrigade. Am 21. Dezember 1998 wurde Sulaiman als Nachfolger des zum Präsidenten gewählten Émile Lahoud zum Generalstabschef der libanesischen Streitkräfte ernannt. Er war nach Fuad Schihab, der das Amt von 1945 bis 1958 innehatte, der am längsten auf diesem Posten dienende Amtsinhaber.
Unter seiner Führung wurde die libanesische Armee neu strukturiert, und unter dem Schutz des Mandates durch die Resolution 1701 des UN-Sicherheitsrates setzte er die erstmalige Stationierung libanesischer Truppen im südlichen Libanon nach fast drei Jahrzehnten um. Nach dem Selbstverständnis der libanesischen Armee zeichnet er verantwortlich für das entschiedene Eintreten gegen den Terrorismus, insbesondere durch die Militäraktion gegen die Organisation Fatah al-Islam im palästinensischen Flüchtlingslager Nahr al-Bared nach dem 20. Mai 2007.
Israelische Quellen werfen ihm allerdings vor, unter syrischem Einfluss zu stehen, da Teile seiner Familie in Damaskus leben. Die Hisbollah habe außerdem mit seinem Einverständnis eine Radarstation der libanesischen Armee benutzt, die am 14. Juli 2006 eine iranische Rakete vom Typ Noor (C-802) in ein Ziel im Libanonkrieg 2006 führte, wodurch das israelische Kriegsschiff INS Hanit beschädigt und vier Marinesoldaten getötet wurden.
Im Libanonkrieg 2006 führte er das Oberkommando über die libanesischen Streitkräfte, die jedoch nicht aktiv in die Kampfhandlungen eingriffen.

### Politische Karriere
In lange andauernden Verhandlungen haben sich die politischen Parteien im Libanon auf Sulaiman als Kompromisskandidaten zur Nachfolge Émile Lahouds festgelegt; mehrere angesetzte Wahlversuche vergingen aber ohne Wahlgang, da sich die prowestliche Regierung nicht mit der von Hisbollah angeführten Opposition über das Prozedere einigen konnte. Anfang Mai 2008 brachen bewaffnete Auseinandersetzungen zwischen beiden Seiten aus. Diese führten zu Vermittlungsbemühungen durch die Arabische Liga. Bei Verhandlungen in Doha, Katar wurde die Wahl Sulaimans zum Präsidenten vereinbart. Am 25. Mai 2008 wurde er vom Parlament in Beirut mit 118 von 127 Stimmen in dieses seit November 2007 vakante Amt gewählt.

## Auszeichnungen
An Sulaiman wurden folgende Auszeichnungen verliehen:
- 2002: Orden des Fürsten Jaroslaw des Weisen
- 2008: Collane des Verdienstordens der Italienischen Republik
- 2009: Großkreuz der Ehrenlegion
- 2009: Collane des Sterns von Rumänien
- 2009: Collane des Verdienstordens Pro Merito Melitensi
- 2009: Collane des Ordens de Isabel la Católica
- 2009: Collane des Ordens vom Kreuz des Südens
- 2011: Großkreuz des Ordens von Rio Branco
- 2011: Großkreuz des Ordens des heiligen Karl
- 2012: Groß-Stern des Ehrenzeichens für Verdienste um die Republik Österreich
- 2012: Großkreuz des Erlöser-Ordens
- 2013: Grand-Croix oder Ritter des Ordre national du Lion (Senegal)
- 2013: Grand-Croix des Ordre national de la république de Côte d'Ivoire